# Anatole Litvak
Anatole Litvak, původním jménem Michail Anatol Litvak (10. květen 1902, Kyjev – 15. prosinec 1974, Neuilly-sur-Seine) byl ukrajinsko-americký filmový režisér židovského původu.

## Život
Narodil se v ukrajinské židovské rodině v Kyjevě. V Petrohradě vystudoval Státní dramatickou školu. Ve 20. letech odešel z Ruska a pracoval ve Francii a Německu pro filmové společnosti, jako asistent režie, nebo střihač.
Ve 28 letech se prvně postavil za kameru jako hlavní režisér: Roku 1930 natočil v Německu filmový muzikál Dolly macht Karriere. Jeho nejúspěšnějším filmem ve Francii bylo drama Mayerling z roku 1936. Díky němu si ho všimli hollywoodští producenti a dostal nabídku točit v USA. Šanci se chopil a již roku 1937 natočil v Americe svůj první film: The woman I love, drama z první světové války. Další filmy All this, and heaven too (1940) a Blues in the night (1941) byly nominovány na Oscara, byť nikoli za režii. Pak však USA vstoupily do války a Litvak cítil povinnost své nové vlasti splatit dluh – vrhl se na dokumentární film s aktuální tematikou (Battle of Russia z roku 1943 byl nominován na Oscara v kategorii dokumentů). Nakonec narukoval i do americké armády a zúčastnil se vylodění v Normandii, které nafilmoval.
Po válce nejvíce uspěl dramatem Hadí jáma (The Snake Pit) z roku 1948. Film, natočený podle románu Mary Jane Wardové, byl nominován na Oscara i na Zlatého lva v Benátkách. V Benátkách se dočkal nominace i za film The deep blue sea (1955), s Vivien Leighovou v hlavní roli. Ve snímku Anastasia (1946) dal zase velkou příležitost Ingrid Bergmanové, která za výkon v tomto filmu získala Oscara. Bergmanovou Litvak obsadil i do známého filmu Goodbye again (1961).
Občas točil i ve Francii, například snímek Nůž v ráně (Le couteau dans la plaie) z roku 1962, se Sophií Lorenovou. Nakonec se ve Francii usadil a zde také zemřel.
Americké občanství získal roku 1940.